# کوبه‌وهرا
کوبه‌وهرا (به لاتین: Kobbewehera) یک منطقهٔ مسکونی در سری‌لانکا است که در استان مرکزی (سری‌لانکا) واقع شده‌است.